# Ceratopogon hyperboreus
Ceratopogon hyperboreus är en tvåvingeart som beskrevs av Clastrier 1961. Ceratopogon hyperboreus ingår i släktet Ceratopogon och familjen svidknott. Inga underarter finns listade i Catalogue of Life.